# کریستا کیلوت
کریستا کیلوت (انگلیسی: Krista Kilvet; ۳۱ مهٔ ۱۹۴۶ – ۲۱ ژانویهٔ ۲۰۰۹) روزنامه‌نگار، دیپلمات، سیاستمدار زن و نماینده مجلس اهل استونی بود.